# Xã Buckeye, Quận Stephenson, Illinois
Xã Buckeye (tiếng Anh: Buckeye Township) là một xã thuộc quận Stephenson, tiểu bang Illinois, Hoa Kỳ. Năm 2010, dân số của xã này là 1.359 người.